# Justyna Mospinek
Justyna Mospinek (Zgierz, 8 de noviembre de 1983) es una deportista polaca que compitió en tiro con arco, en la modalidad de arco recurvo.
Ganó cinco medallas en el Campeonato Europeo de Tiro con Arco al Aire Libre entre los años 2002 y 2014. Participó en dos Juegos Olímpicos de Verano, en los años 2004 y 2008, ocupando el sexto lugar en Pekín 2008, en la prueba por equipo.

## Palmarés internacional
| Campeonato Europeo al Aire Libre | Campeonato Europeo al Aire Libre | Campeonato Europeo al Aire Libre | Campeonato Europeo al Aire Libre |
| Año                              | Lugar                            | Medalla                          | Prueba                           |
| -------------------------------- | -------------------------------- | -------------------------------- | -------------------------------- |
| 2002                             | Oulu (Finlandia)                 | Medalla de plata                 | Equipo                           |
| 2002                             | Oulu (Finlandia)                 | Medalla de bronce                | Individual                       |
| 2006                             | Atenas (Grecia)                  | Medalla de bronce                | Equipo                           |
| 2008                             | Vittel (Francia)                 | Medalla de oro                   | Equipo                           |
| 2014                             | Echmiadzin (Armenia)             | Medalla de bronce                | Equipo                           |